# Lycodes semenovi
Lycodes semenovi är en fiskart som beskrevs av Popov, 1931. Lycodes semenovi ingår i släktet Lycodes och familjen tånglakefiskar. Inga underarter finns listade i Catalogue of Life.